# Anne Grethe Jensen
Anne Grethe Jensen-Törnblad (* 7. November 1951 in Vejlø, Næstved Kommune) ist eine dänische Dressurreiterin und Weltmeisterin. Mit ihrem Ausnahmehengst Marzog von Herzog wurde sie in den 1980er Jahren Europameisterin im Dressurreiten.
1982 gewann sie bei den Weltmeisterschaften im Dressurreiten in Lausanne, Schweiz auf Marzog mit der dänischen Equipe die Bronzemedaille.
Bei den Weltmeisterschaften im Dressurreiten gewann 1986 mit Marzog in Cedar Valley bei Newmarket (Ontario) in Kanada die Goldmedaille im Einzel noch vor Christine Stückelberger, die die Silbermedaille erhielt. Mit der dänischen Equipe erreichte sie den vierten Platz.
Des Weiteren errang sie bei den Olympischen Spielen 1984 in Los Angeles hinter Reiner Klimke aus Deutschland die Silbermedaille in der Einzelkonkurrenz.

## Sportliche Erfolge
- 1980: Goodwood International Dressage Festival (Mannschaft) Bronzemedaille[2]
- 1983: Europameisterschaften (Einzel) Goldmedaille
- 1983: Europameisterschaften (Mannschaft) Silbermedaille
- 1984: Olympische Spiele (Einzel) Silbermedaille
- 1985: Europameisterschaften (Mannschaft) Silbermedaille
- 1986: erste Weltcupsiegerin
- 1986: Weltmeisterschaften (Einzel) Goldmedaille